# Gymnasium Marienburg

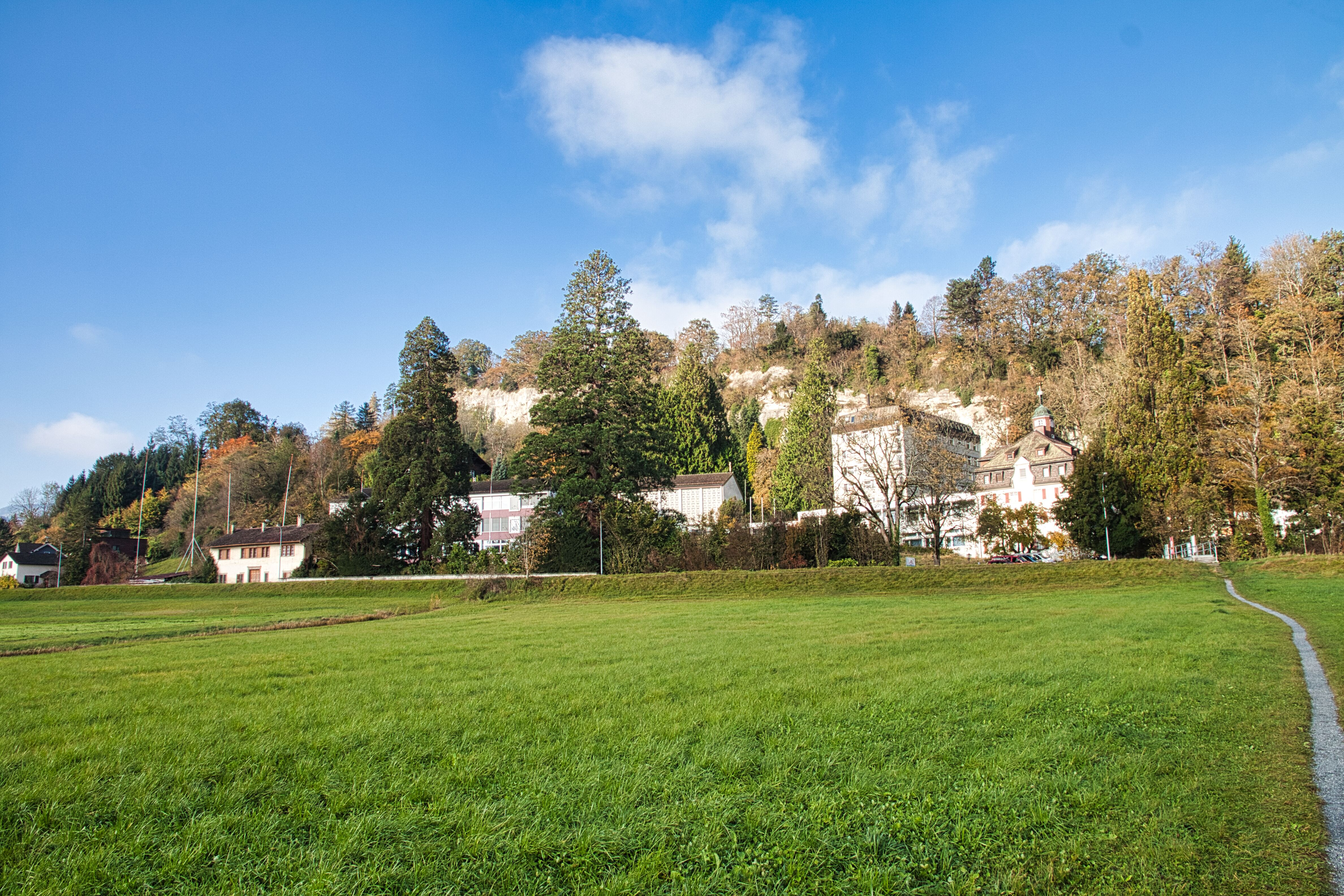
Blick von Rheineck auf die Marienburg mit dem Park im Schutz des Buchbergs.

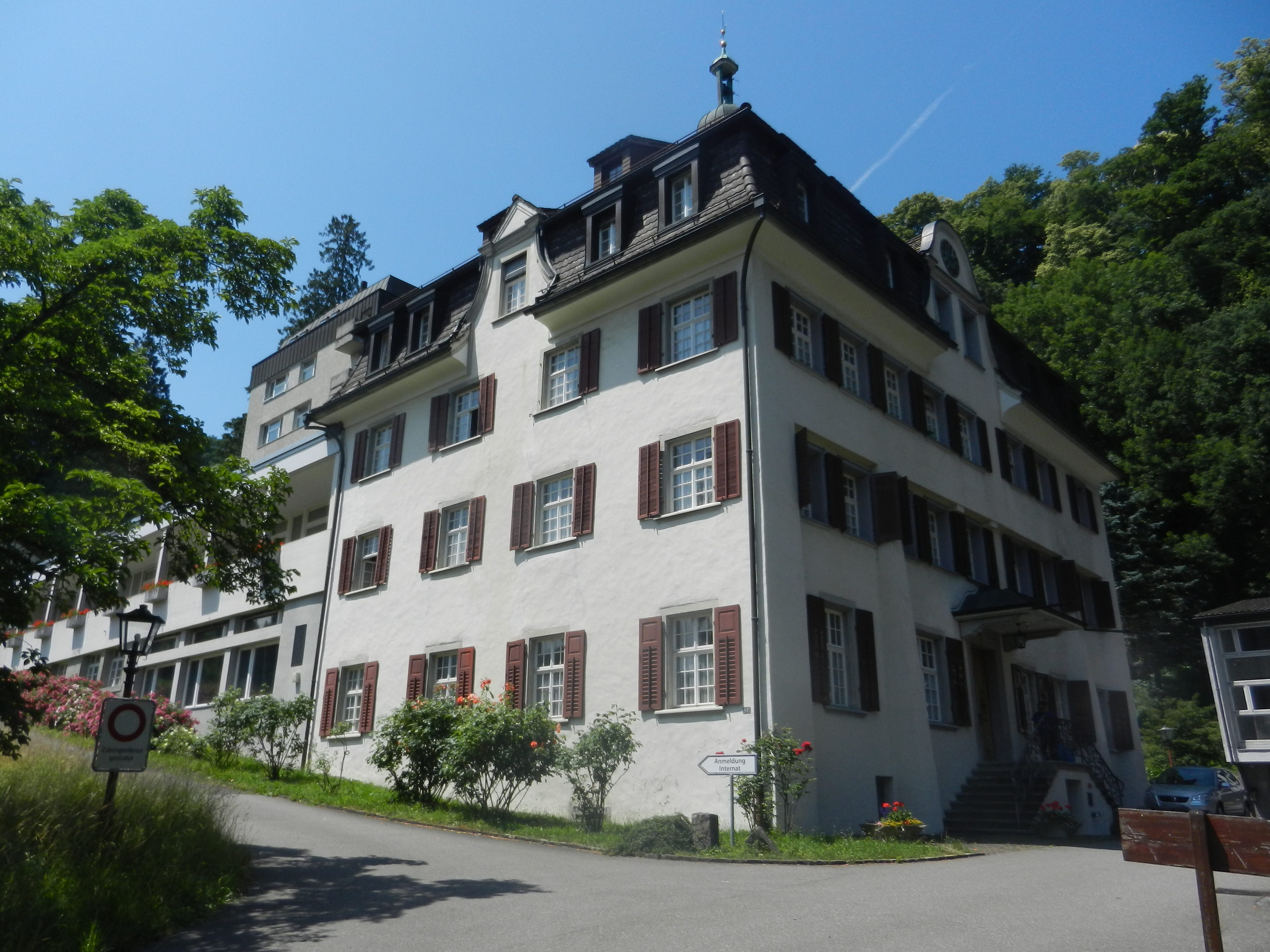
Marienburg (ehemalige Weinburg) in Thal, St. Gallen

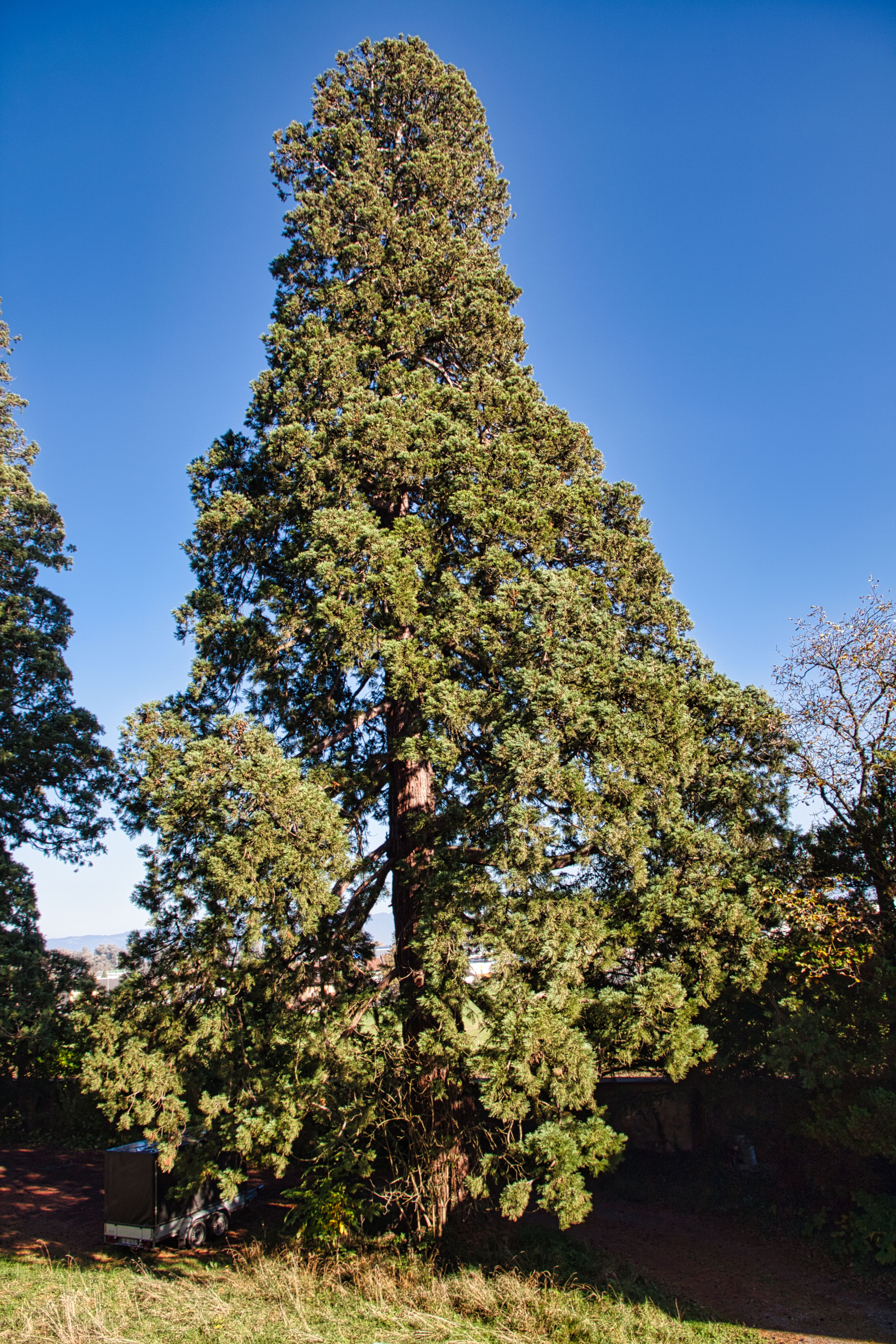
Jahrhundertealter Riesenmammutbaum (Sequoiadendron giganteum)

Das Gymnasium Marienburg war eine private Internats- und Tagesschule mit angeschlossenem Knaben- und Mädcheninternat in Thal bei Rheineck im Kanton St. Gallen. Das Gymnasium, ursprünglich durch Steyler Missionare gegründet, befindet sich in einer Schlossanlage, bis 1929 Weinburg genannt, die dem Fürstenhaus Hohenzollern-Sigmaringen vornehmlich als Herbstsitz diente. Im Sommer 2012 stellten das Internat und die Schule ihre Tätigkeit wegen finanzieller Probleme ein.

## Geschichte
Die Weinburg besass als Sitz vornehmer Adelsgeschlechter (1419–1686) regionale, als Landschreiberei (1686–1772) eidgenössische und als Sitz des Fürsten von Hohenzollern-Sigmaringen (1817–1929) europäische Bedeutung.
Die Landschreiberei wurde 1772 versteigert. Sie kam in private Hände, so zum Beispiel an den Handelsherrn Michael Schiess von Herisau. Dieser liess 1796 einen Neubau erstellen und gab dem Schloss den Namen Weinburg.

### Weinburg unter den Hohenzollern
Im Jahr 1817 kaufte Karl von Hohenzollern-Sigmaringen (1785–1853, ab 1831 Fürst) die Weinburg zum Kaufpreis von 18'000 Gulden für seine Frau Antoinette (1793–1847). Das Paar reiste gerne an den Bodensee und Zürichsee. Antoinette, die in der «grand monde» Paris aufwuchs, war mit der Einrichtung des Anwesens im französischen Chic betraut. Mit weiteren Grundstückankäufen war es ihr möglich, »La petite France«, eine neue grosse Garten- und Parkanlage, die sie an ihrer Heimat Cahors erinnerte, zu schaffen. Der kaiserliche Hofgartendirektor Lenné erhielt die Gartenpläne zur Begutachtung und veranlasste noch einige Korrekturen. Der Park, der die Felswand hinter dem Schloss miteinbezog, wurde mit vielen fremdländischen Bäumen und Pflanzen ausgestattet. Wichtige Rolle spielte für die frankophil und -phon lebende Antoinette dabei wohl die Nähe zu Arenenberg, dem Wohnsitz des späteren französischen Kaisers Napoléon III.
Unter ihrem Sohn Karl Anton zu Hohenzollern-Sigmaringen (1811–1885, ab 1848 Fürst), von 1858 bis 1862 als preussischer Ministerpräsident der Vorgänger Bismarcks, wurde der Park neuerlich umgestaltet. Dessen Tochter Stephanie von Hohenzollern (1837–1859) bekam 1858 anlässlich der Hochzeit mit König Pedro V. von Portugal durch Königin Viktoria von England einen Mammutbaum. Noch heute steht er als mächtiger 40 Meter hoher Stamm, der den ältesten Mammutbaum der Schweiz repräsentiert, im Park. Der Park gehört zu den bedeutendsten historischen Gärten der Region Bodensee. Noch heute ist das Wappen des Fürsten Karl Anton als Burggraf zu Nürnberg und das Emblem der Königskrone am schmiedeeisernen Eingangsportal zum grossen Park zu sehen. Der Fürst neigte insbesondere im Herbst dazu, «im schönen Rheintal» auf der Weinburg zu verweilen. Er fühlte sich als halber Schweizer.
Wichtige Passage der Europäischen Geschichte spielte die Weinburg im Zusammenhang mit dessen Söhnen Leopold von Hohenzollern-Sigmaringen (1835–1905) und Karl Eitel Friedrich von Hohenzollern-Sigmaringen (1839–1914). Als Karl im Jahr 1866 in einer Volksabstimmung zum Fürsten von Rumänien gewählt wurde, reiste er mit einem Schweizer Pass als Karl Hettingen, Particulier von Thal, nach Bukarest, um sich fortan Carol I. zu nennen. 1881 wurde er als König proklamiert. Als Carol I. begründete er die Dynastie der Hohenzollernkönige in Rumänien. Entscheidende Phasen bei den Verhandlungen um den spanischen Thron fanden 1969 auf der Weinburg statt. Die Kandidatur Leopolds steht im direkten Zusammenhang mit dem Deutsch-Französischen Krieg von 1870/1871.
Viele gekrönte Häupter weilten als Gäste in der Weinburg: so die Könige von Bayern und Sachsen, Portugal und Rumänien sowie die deutschen Kaiser Wilhelm I., Friedrich III. und Wilhelm II.

### Gymnasium Marienburg
Nach dem Ersten Weltkrieg war das Haus Hohenzollern-Sigmaringen verarmt, Fürst Friedrich von Hohenzollern (1891–1965) war gezwungen, das Gut Weinburg zu verkaufen. Als Käufer fand sich die Steyler Missionsgesellschaft (Societas Verbi Divini, SVD). Am 2. Dezember 1929 wurde der Kaufvertrag abgeschlossen. Ein Jahr darauf konnte die Weinburg unter dem neuen Namen Marienburg zuerst als eine Missionsschule eröffnet werden. Der Mittelschule folgte ein theologisches Seminar und schliesslich ein Gymnasium.
Im Laufe der Jahre entstanden fünf verschiedene Neubauten: Schule, Kirche, Turnhalle, Quertrakt und Hochhaus (mit der Aula und den Schlafräumen der Schüler). Alle Neubauten stammen vom Architekten Burkart aus St. Gallen. Diese ersetzten allmählich die fürstlichen An- und Nebenbauten. So wurde 1957 die durch Hauptmann Daniel Kunkler erbaute Sternburg abgebrochen und an deren Stelle die Kirche des Gymnasiums erstellt. Das in Stein gehauene Wappen der Kunkler mit der Jahreszahl 1721 wie auch die einstige Inschrift über dem Hauptportal der Burg sind noch erhalten. Sie befinden sich im Keller der alten Weinburg.
Durch viele Patres und Brüder, die in aller Welt tätig sind, hat das Haus eine weltweite Ausstrahlung bekommen. Die Steyler Missionare haben von 1930 bis 1999 mit dem Gymnasium Marienburg ebenfalls eine Internatsschule geführt. Bis Ende der 1990er Jahre zeichneten die Steyler als alleinige Träger des Gymnasiums verantwortlich. 2000 erhielt das Gymnasium Marienburg eine neue Trägerschaft: Die Internats- und Tagesschule wird seitdem gemeinsam von der «Stiftung Gymnasium Marienburg» und Steyler Missionaren getragen. Die «Stiftung Gymnasium Marienburg» wurde 1999 ins Leben gerufen. Träger der Stiftung sind die Steyler Missionare und der Freundeskreis des Gymnasiums Marienburg. 2016 wurde die Liegenschaft an die Marienburg AG, eine hundertprozentige Tochtergesellschaft der Menzi Muck Gruppe AG mit Sitz in Kriessern verkauft.
Eine kleine Gemeinschaft der Steyler Missionare lebt noch dort. Im Sommer 2012 schloss das Gymnasium Marienburg seinen Betrieb. Die Finanzierung der Schule konnte wegen des Sparpaketes des Kantons St. Gallen und dem Rückzug der Steyler Missionare an der Finanzierung des Schulbetriebes nicht mehr gewährleistet werden. Am 24. Oktober 2021 wurde die Kapelle profaniert, die gemäss der neuen Besitzer, einer 100-Prozent-Tochter der Menzi Muck Gruppe Kriessern, zwar bestehen bleiben, aber nicht mehr als Kirche genutzt werden soll.

## Galerie

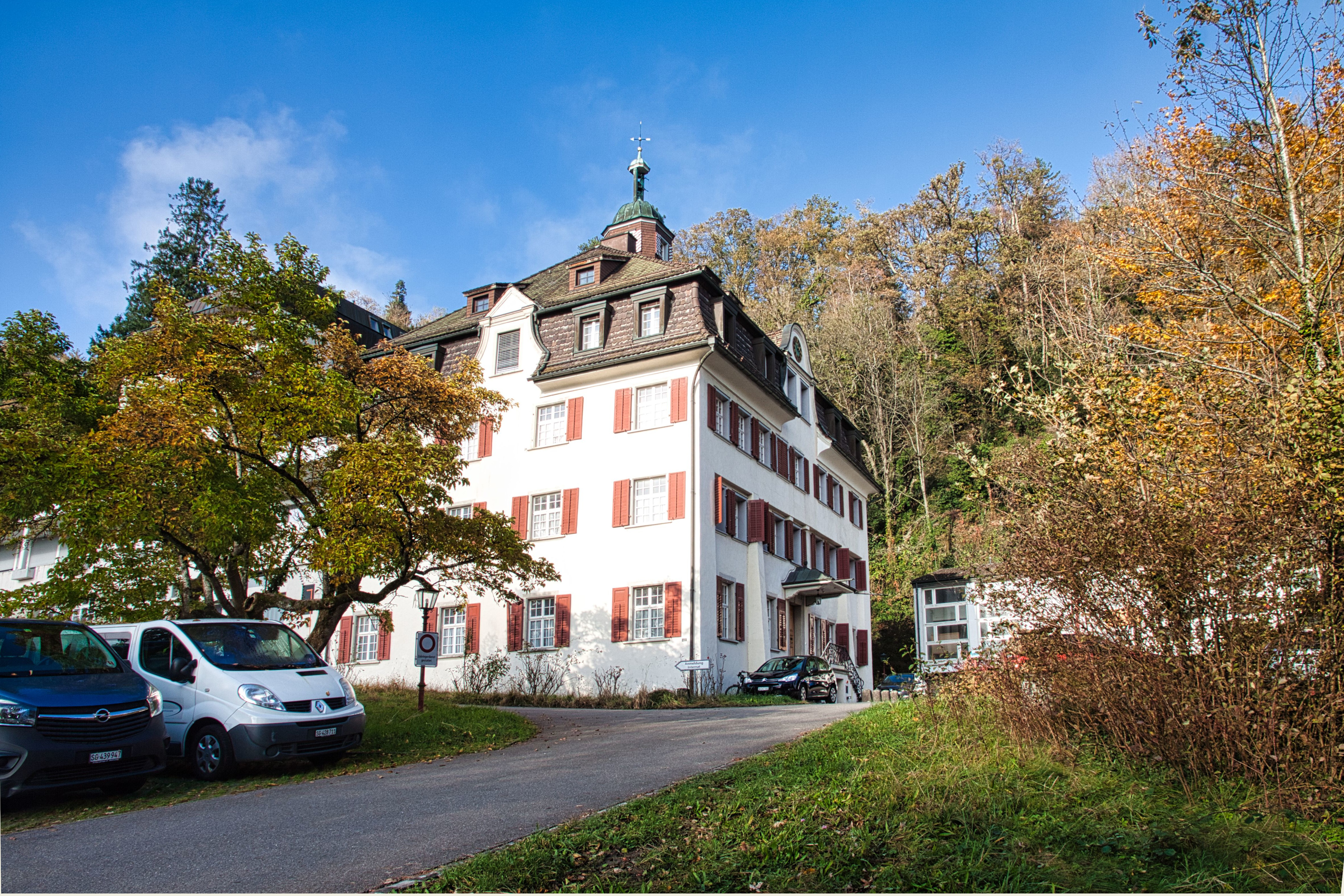
Ansicht des Altbaus der Marienburg
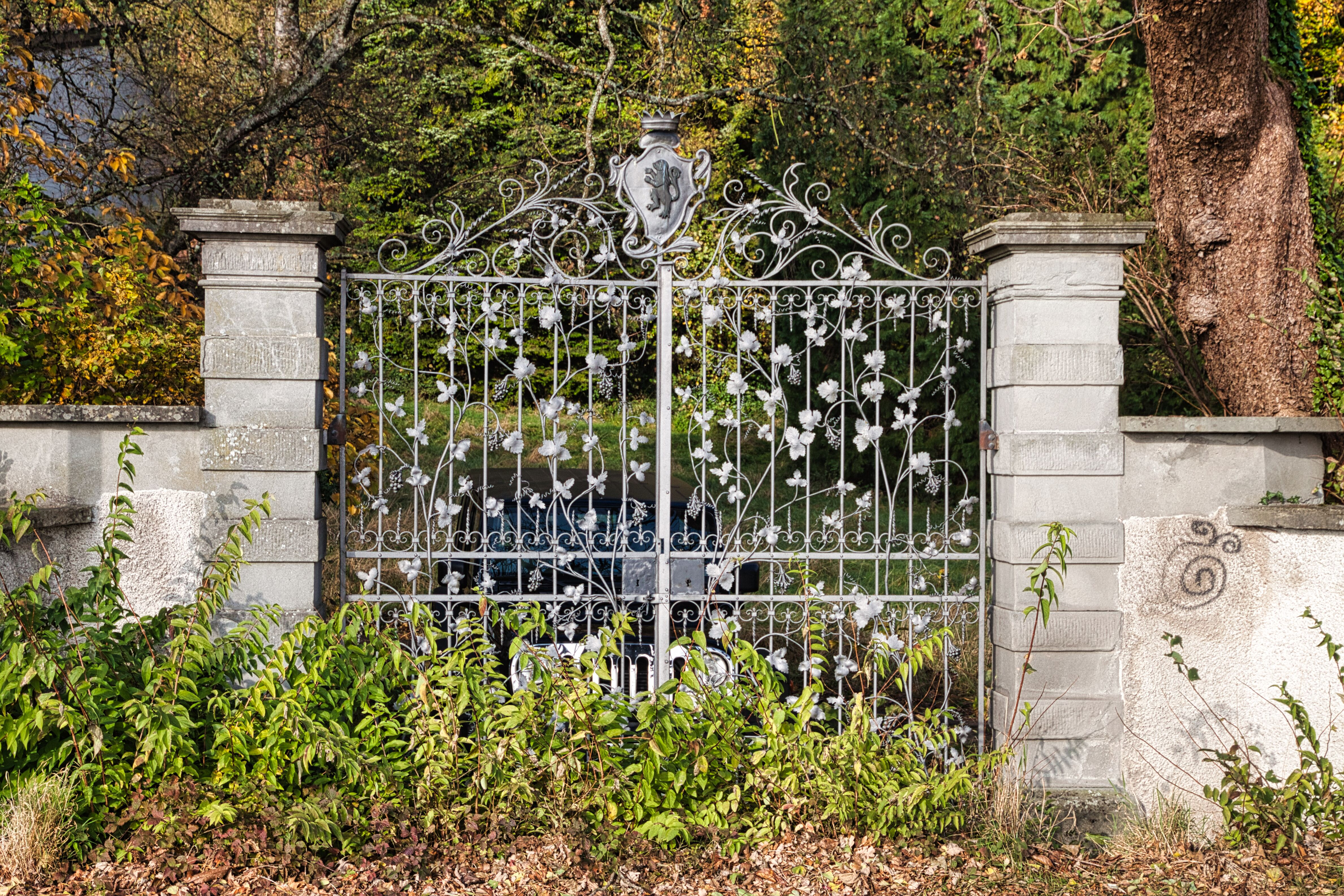
Tor mit Wappen und Emblem der Krone
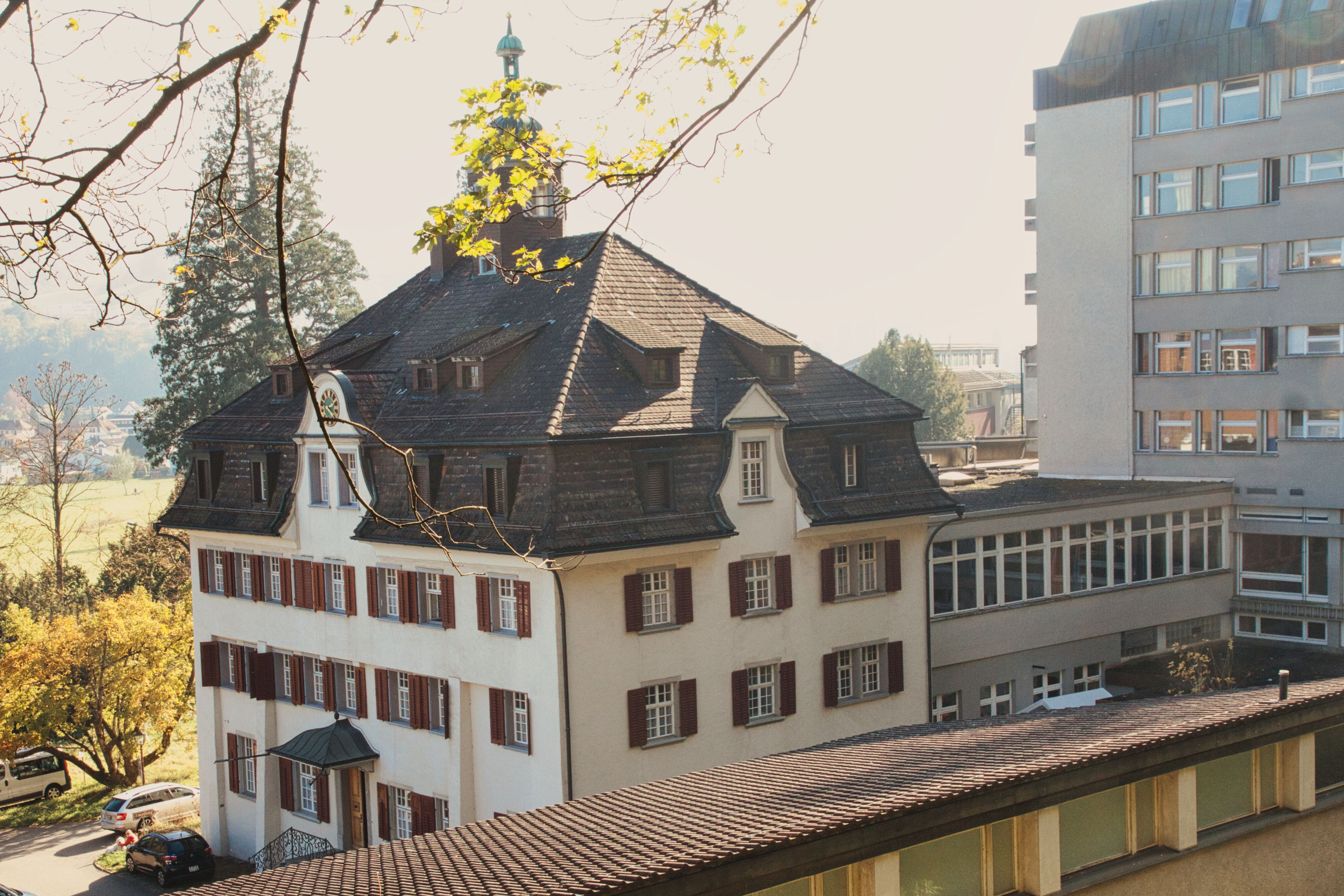
Blick von Westen auf den Altbau
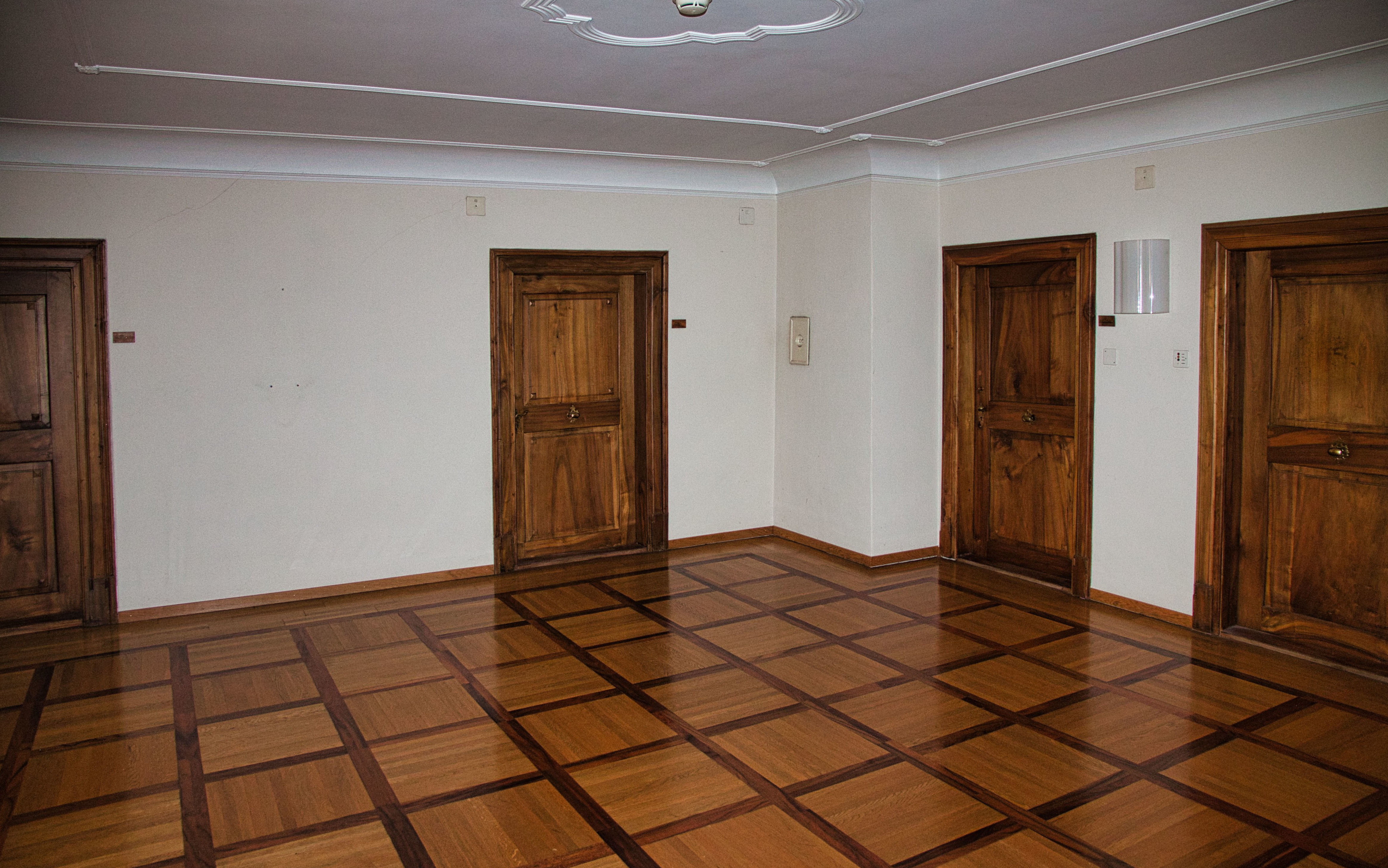
Oberes Stockwerk: Zugang zu den Büro-/Wohnzimmern der Patres
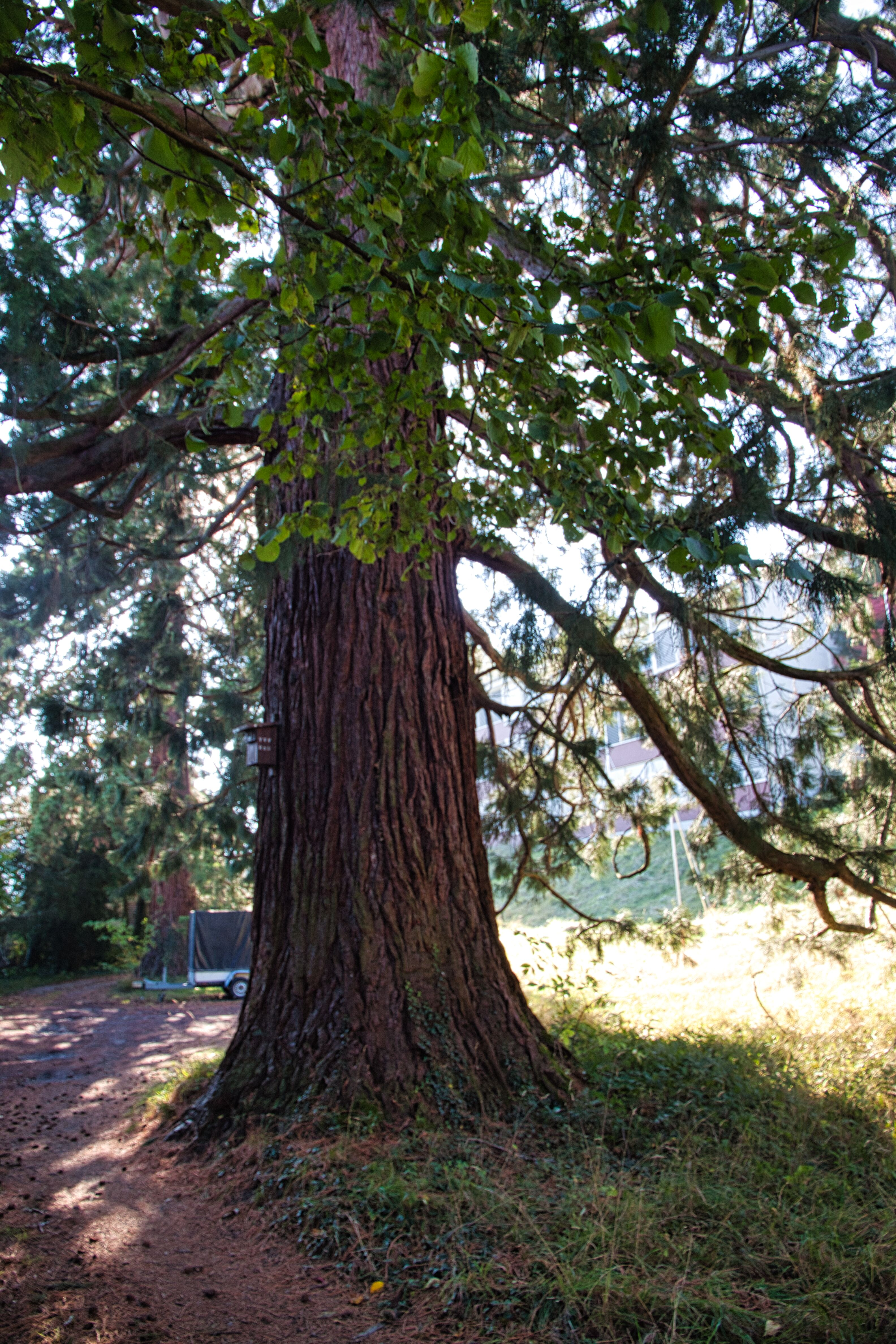
Riesenmammutbaum
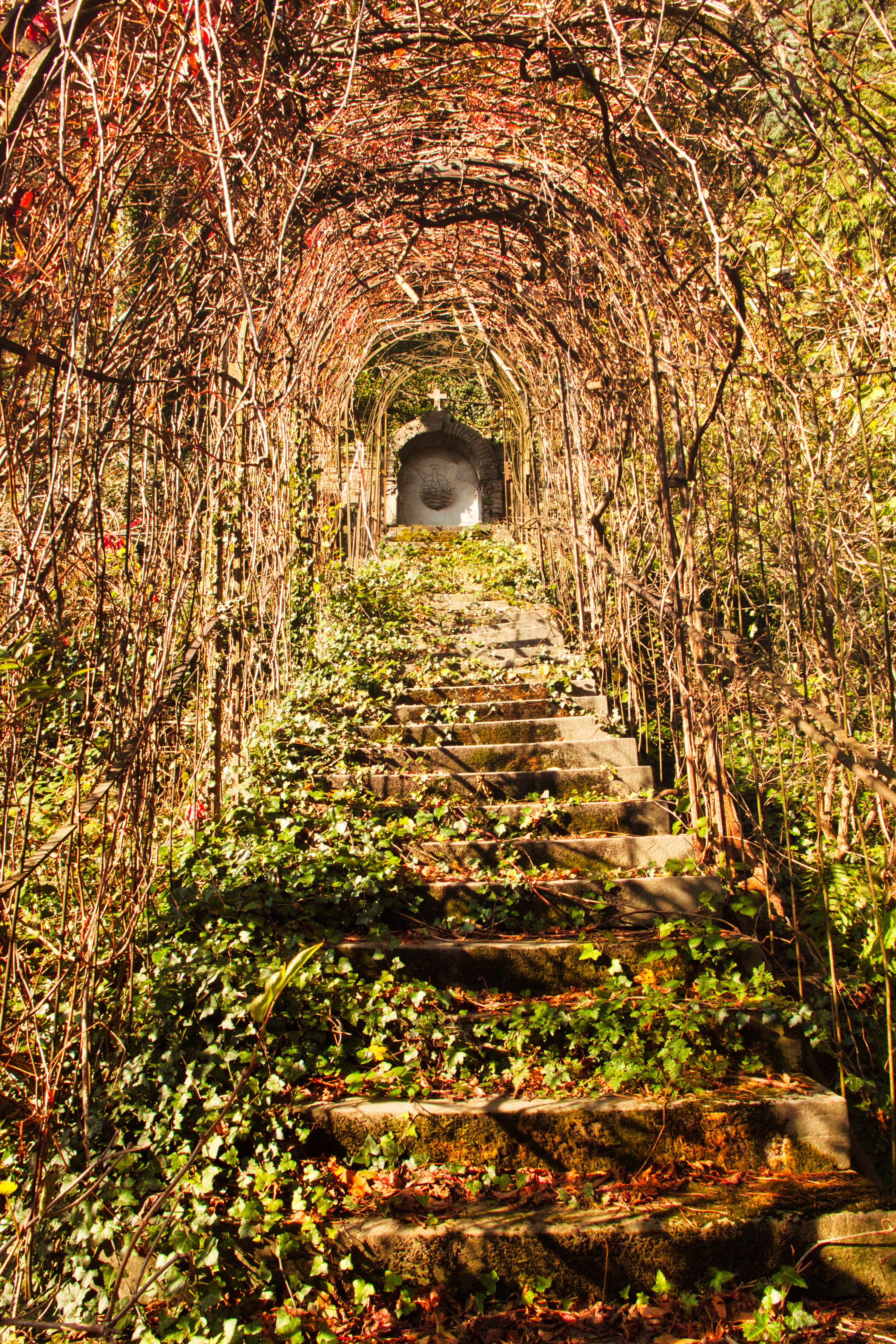
Treppe durch die Pergola im Park der Marienburg
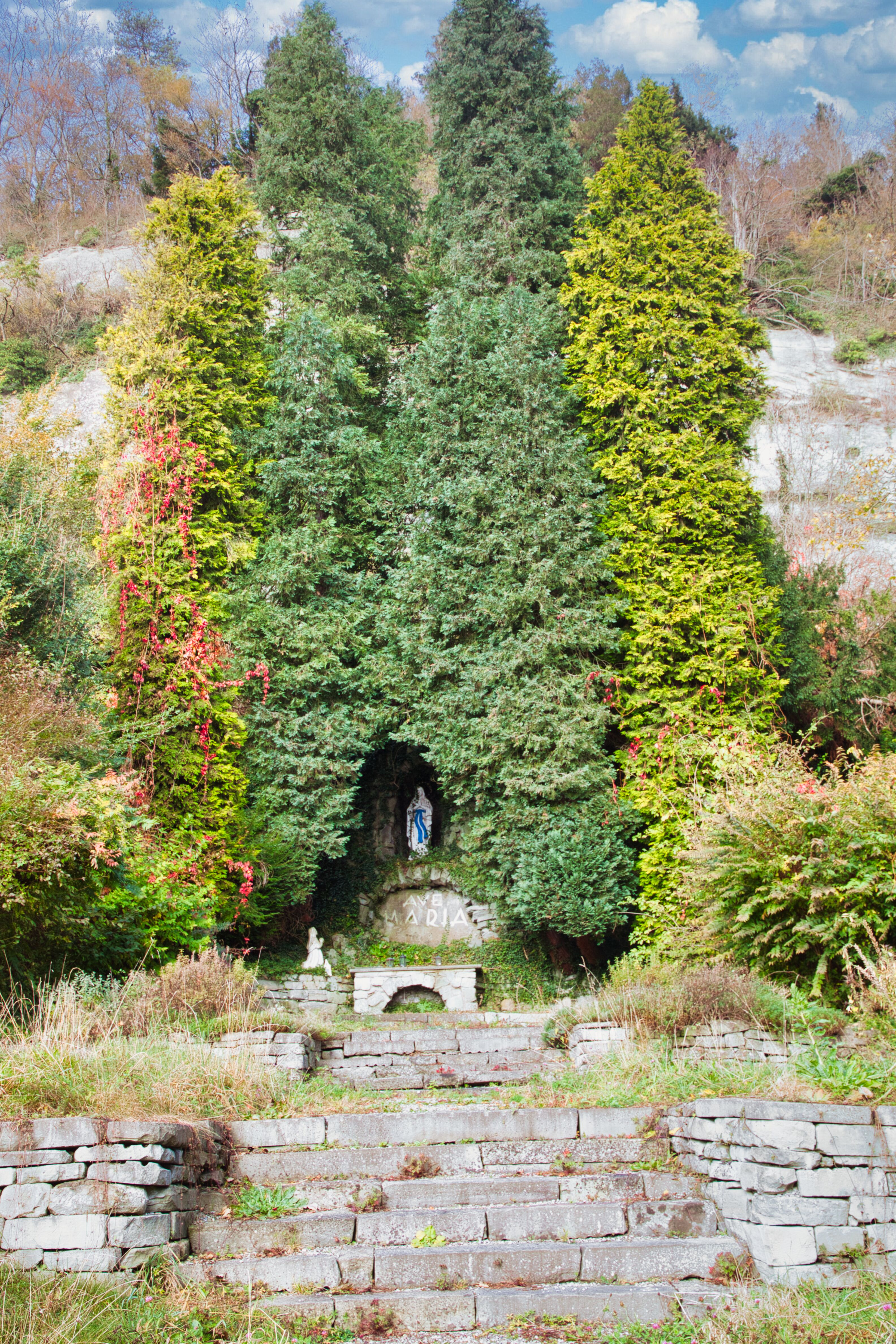
Mariengrotte im Park
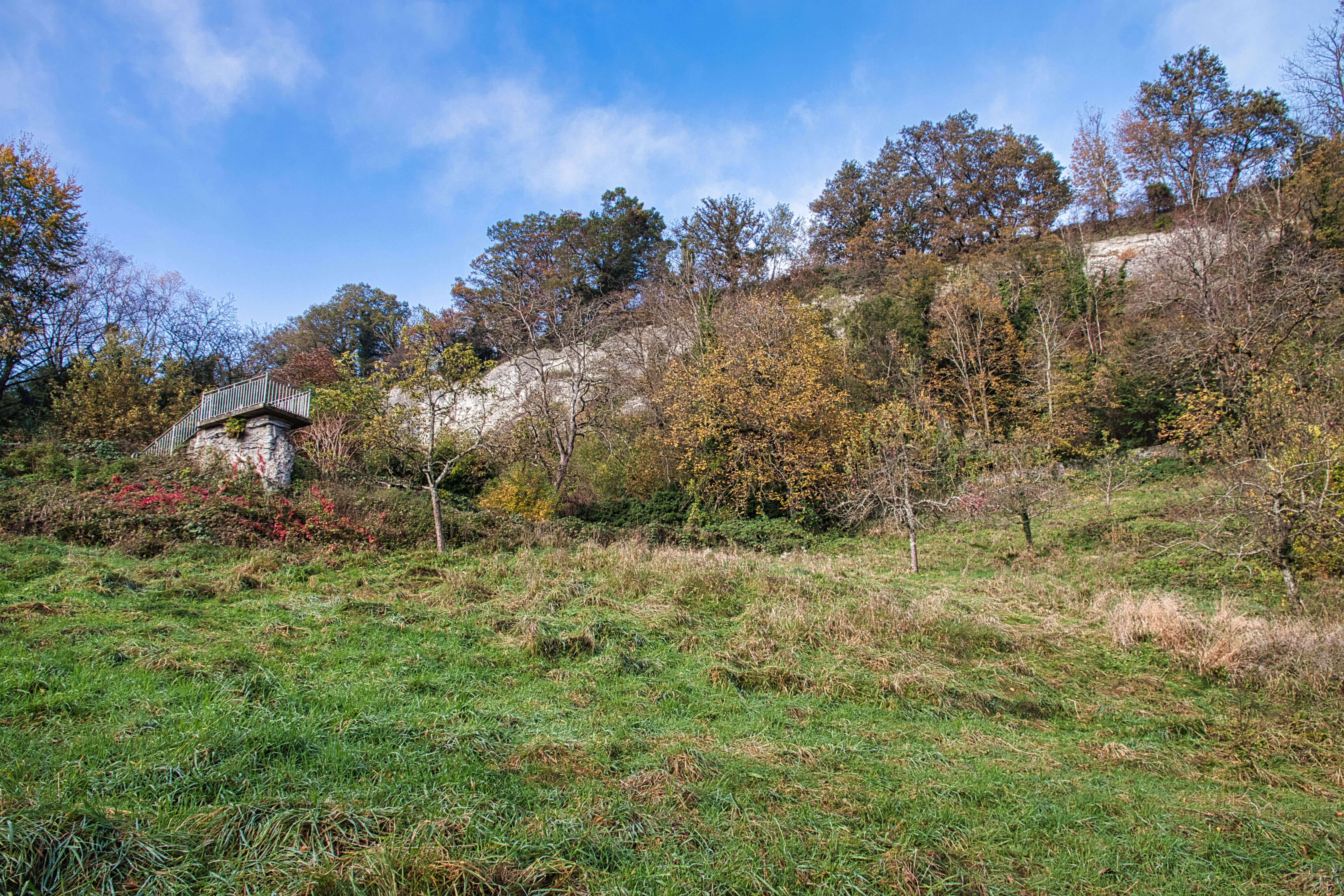
Aussichtskanzel und Maronibäume auf dem Buechberg
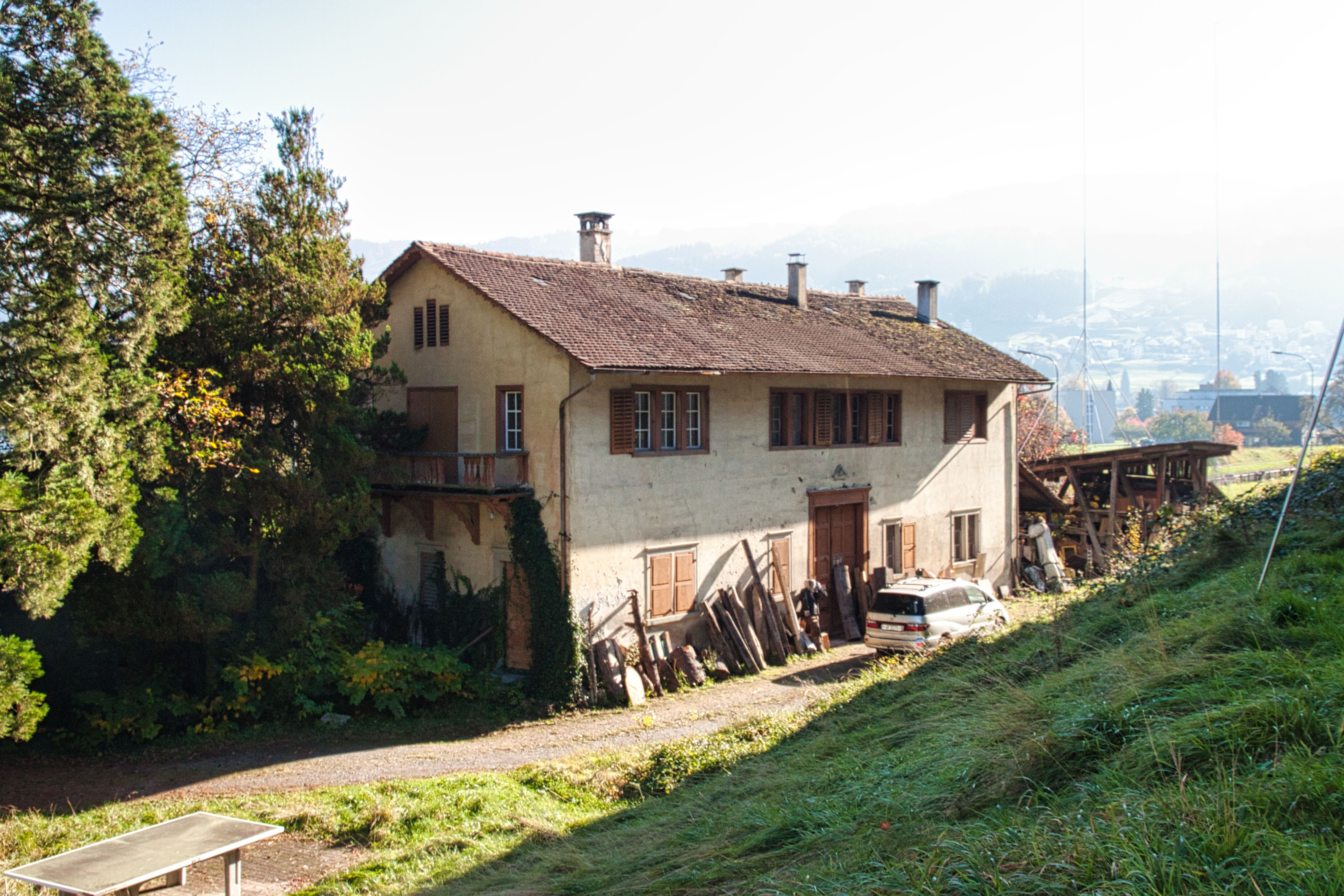
Schreinerei
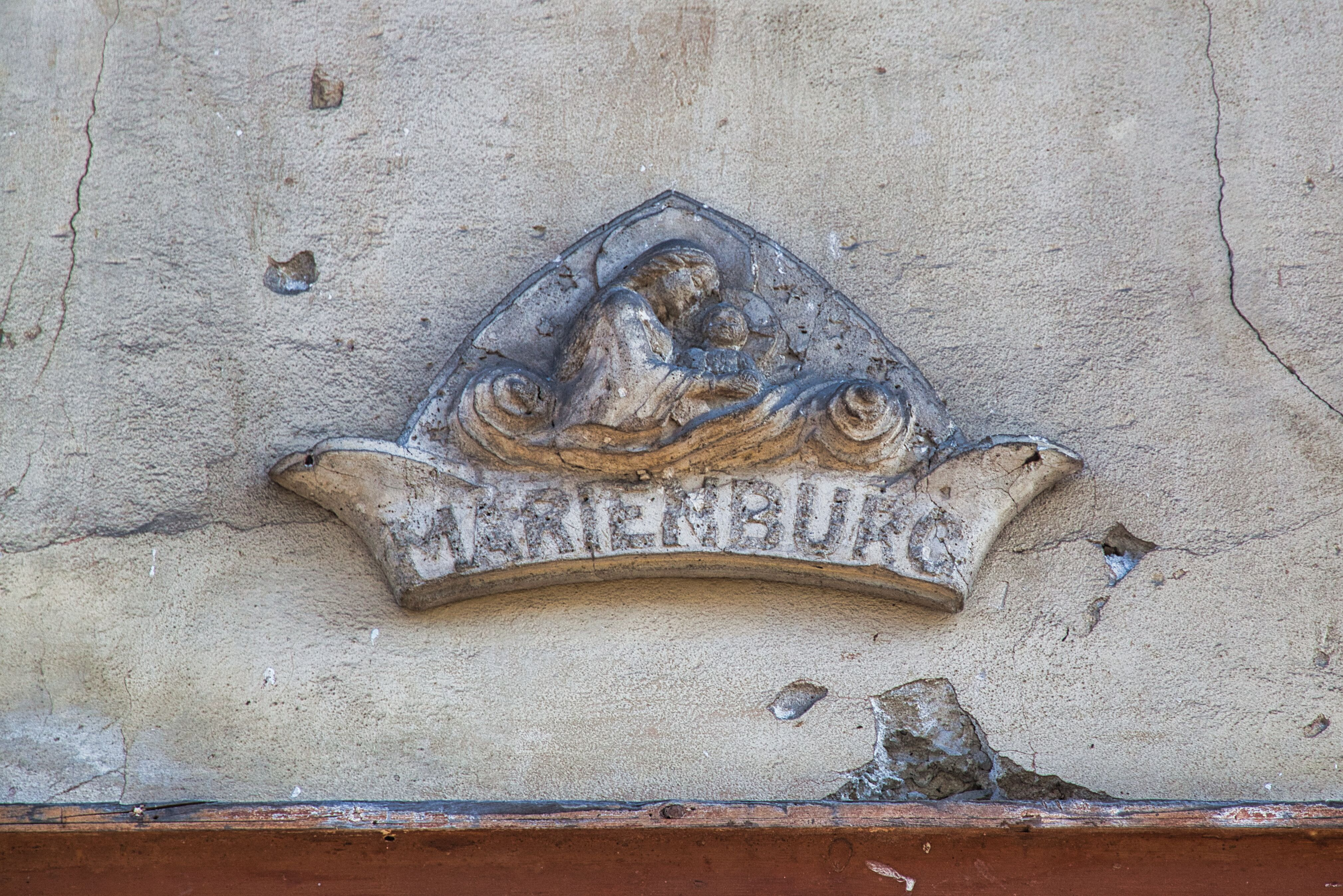
Christliches Emblem am Eingang zur Schreinerei erinnert an die Handwerker-Brüder
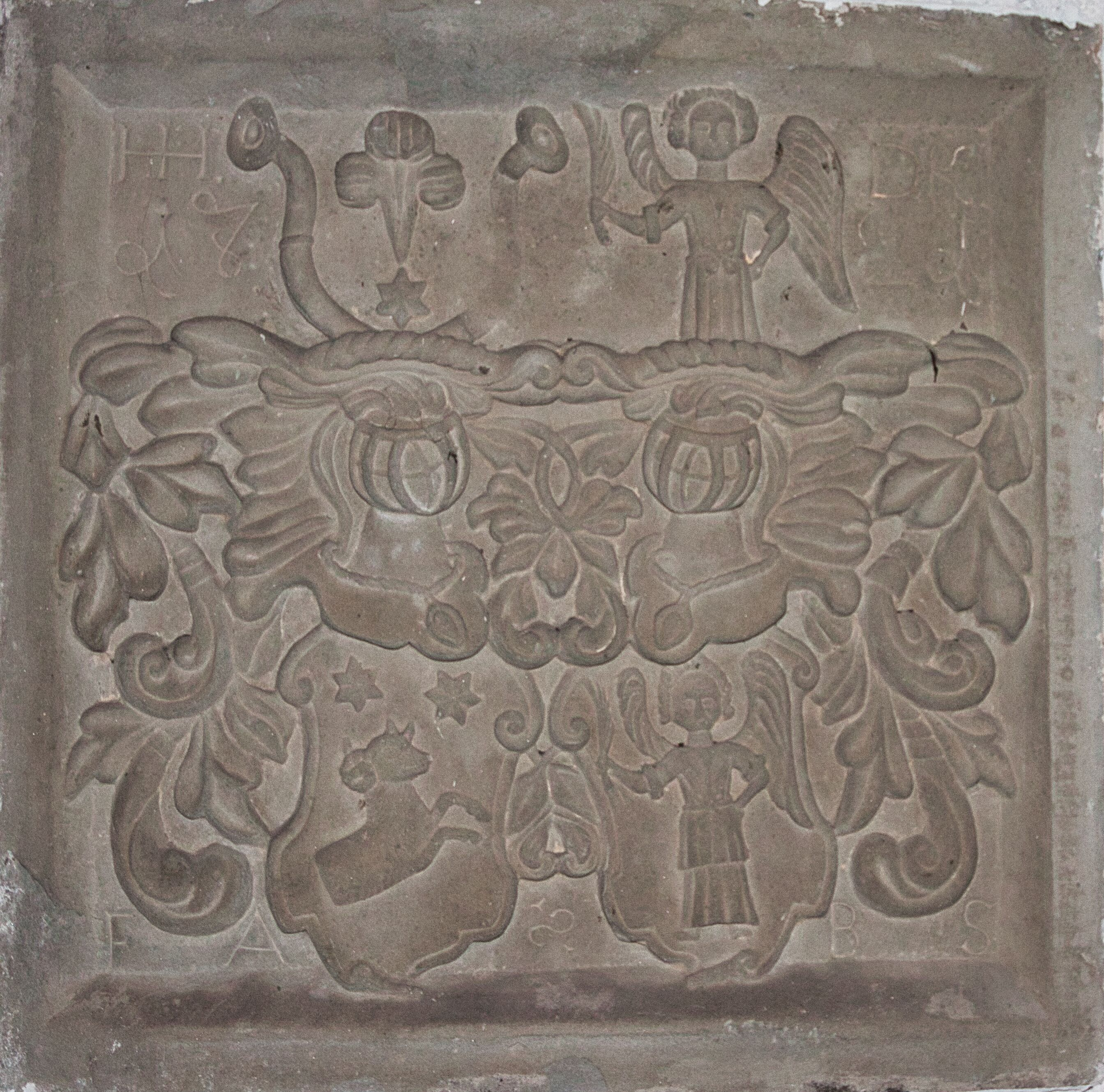
Wappenstein im Burgkeller der Marienburg
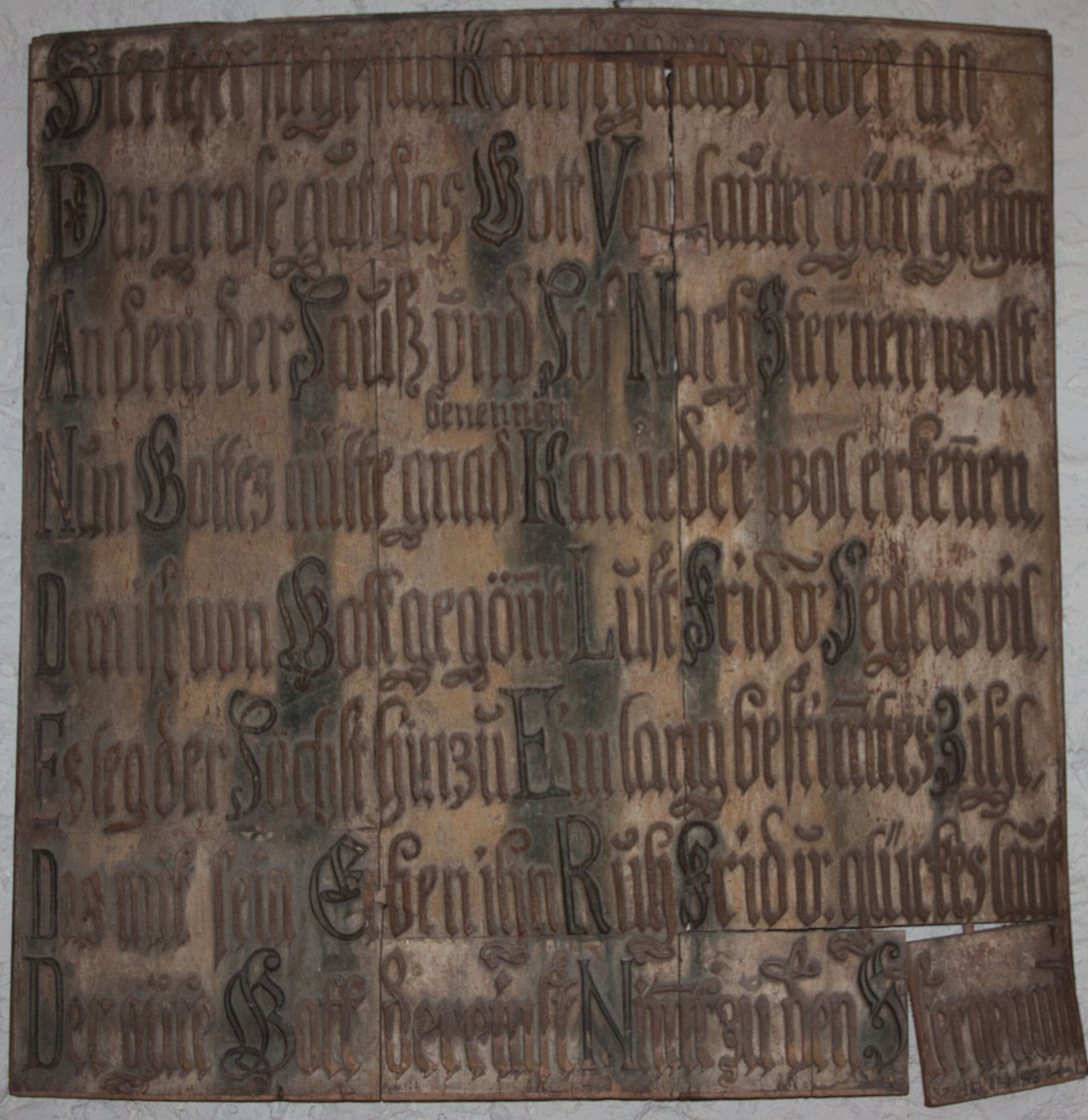
Inschrifttafel im Burgkeller der Marienburg

## Belege und Anmerkungen
1. ↑  Von Paris nach Krauchenwies – Fürstin Antoinette von Hohenzollern-Sigmaringen. Vortrag des Bildungswerks Krauchenwies von Carmen Ziwes am 12. Januar 2011 im Pfarrheim Krauchenwies
2. ↑  Der Stamm trägt eine Tafel mit folgender Inschrift: «Wellingtonia gigantea, Heimat Amerika, Geschenk der Königin Viktoria von England 1858».
3. ↑  THAL: Marienburg in Thal ist verkauft und wird umgenutzt. In: Tagblatt. 27. Oktober 2016, abgerufen am 31. Oktober 2021.
4. ↑  Gymnasium Marienburg schliesst Tagblatt online, Artikel vom 22. Oktober 2011
5. ↑  Hildegard Bickel: Feierlicher Abschied in der Marienburg. In: Rheintalische Volkszeitung. 25. Oktober 2021, S. 1.

Koordinaten: 47° 28′ 27″ N, 9° 34′ 33″ O; CH1903: 761095 / 260352